# トランス状態 (アルバム)
トランス状態（とらんすじょうたい）は、日本のガールズバンド、sympathyの2枚目（デモCDも含めると3枚目）のアルバム。2015年7月15日、ビクター系列のレーベルであるCONNECTONEからリリースされた。PVとして、全曲のダイジェストが収録されたトレーラー版も制作されている。

## 収録曲
特記ない限り作詞、作曲、編曲ともにsympathy。
1. 女子高生やめたい (2:26)
2. さよなら王子様 (3:53)
ミュージックビデオが作られた。
3. 紅茶 (4:38)
4. 有楽町線 (3:00)
5. 泣いちゃった (3:36)
歌とアコースティック・ギターのみで演奏されている。
6. あの娘のプラネタリウム (4:24)（編曲：出羽良彰）
バンドで初めて作った楽曲で、原曲は「OSM High School MUSIC CAMP Compilation」に収録。当時とはアレンジが大幅に変わっている。

## 参加ミュージシャン
- 柴田ゆう - ヴォーカル、ギター
- 田口かやな - ギター
- 今井なつき - ベース
- 門舛ともか - ドラムス

- 山本隆二 - オルガン